# Paul Nemenyi
Paul Felix Nemenyi est un mathématicien, un physicien et un ingénieur hongrois puis américain né le 6 juin 1895 à Fiume en Autriche-Hongrie et mort le 1er mars 1952 à Washington.

## Biographie et carrière
Paul Nemenyi est né dans une famille juive. Son père était directeur de la raffinerie de pétrole de Fiume. Après des études dans sa ville natale, Paul Nemenyi remporta le concours national de mathématiques à 17 ans à Budapest. Il obtint son doctoral en mathématiques en 1922 à Berlin où il enseigna la dynamique des fluides.
Après son mariage en 1926, il eut un fils Peter Nemenyi, né en 1927.
Après l'arrivée au pouvoir d'Hitler, en 1933, Nemenyi fut renvoyé de son travail. Comme ne voulait pas retourner en Hongrie à cause des lois juives, il s'est d'abord installé à Copenhague, puis s'est rendu aux États-Unis au début de la Seconde Guerre mondiale.
Il a repris un poste d'enseignant et a participé à des recherches à l'Université d'État de l'Iowa. En 1941, il obtient un poste d'instructeur à l'Université du Colorado, puis en 1944 à Washington. Il est mort en 1952, à Washington.
En 1942, alors qu'il travaillait au Colorado, il aurait eu une liaison avec Regina Fischer, qui donna naissance en mars 1943 au futur champion du monde d'échecs Bobby Fischer.

## Publications
- (de) Adolf Ludin et Paul Nemenyi, Die nordischen Wasserkräfte: Ausbau und wirtschaftliche Ausnutzung, Berlin, Julius Springer, 1930
- (de) Paul Nemenyi, Wasserbauliche Strömungslehre, Barth Verlag, 1933
- (en) Paul Nemenyi et Bennie N. Netser, « Relation of the Statistical Theory of Turbulence to Hydraulics », Proceedings of the American Society of Civil Engineers, vol. 66,‎ 1940, p. 967–979
- (en) Paul Nemenyi et R. Prim, « Some Geometric Properties of Plane Gas Flow », Journal of Mathematics and Physics, vol. 27, no 2,‎ 1948, p. 130–135 (DOI 10.1002/sapm1948271130)
- (en) Paul Nemenyi, « The Main Concepts and Ideas of Fluid Dynamics in their Historical Development », Archive for History of Exact Sciences, vol. 2,‎ 1962, p. 52–86 (DOI 10.1007/BF00325161, S2CID 120618333)